# سیلوانو پراندی

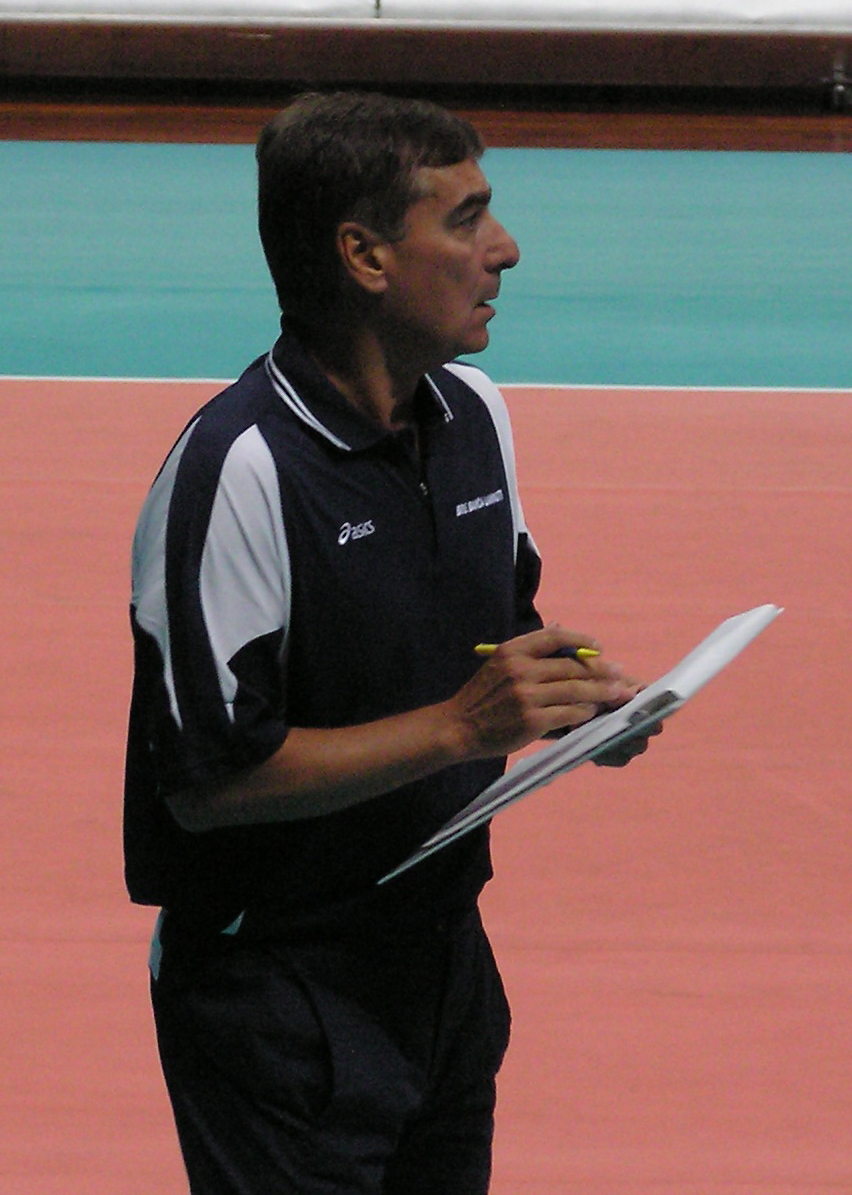
پراندی در سال ۲۰۰۶

سیلوانو پراندی (انگلیسی: Silvano Prandi) (زاده ۱۳ نوامبر ۱۹۴۷ در سان بندتو بلبو) مربی فعلی و بازیکن سابق والیبال اهل ایتالیا است. او در حال حاضر هدایت تیم ملی والیبال بلغارستان و در گذشته تیم والیبال زنان دانشگاه لیون را بر عهده دارد. پراندی از سال ۱۹۶۰ تا ۱۹۷۲ به عنوان یک بازیکن در تیم‌های تورنیو و کونئو توپ زد و از سال ۱۹۷۶ به مربیگری را آغاز نمود. او تا به حال سرمربی گری تیم‌های تورینو، تیم ملی ایتالیا، پادووا، کونئو، لوبه بانکا ماچراتا، توری فرارا، ترنتینو، تیم ملی بلغارستان، مودنا، لاتینا و لیون را بر عهده داشت و توانست در المپیک ۱۹۸۴ ایتالیا را به مدال برنز و بلغارستان را در قهرمانی اروپا ۲۰۰۹ به مدال برساند. پراندی در رده باشگاهی نیز یک قهرمانی لیگ قهرمانان اروپا، دو قهرمانی سوپر جام اروپا، سه قهرمانی چلنج کاپ اروپا، چهار قهرمانی جام حذفی ایتالیا، یک قهرمانی سوپر جام ایتالیا و پنج قهرمانی سری آ را با تیم‌های مختلف در کارنامه خود ثبت کند.